# Dynameniscus carinatus
Dynameniscus carinatus là một loài chân đều trong họ Sphaeromatidae. Loài này được Richardson miêu tả khoa học năm 1900.